# Zeitschrift für Parlamentsfragen
Die Zeitschrift für Parlamentsfragen (ZParl) ist eine 1969 begründete und seit 1970 viermal jährlich erscheinende interdisziplinäre Fachzeitschrift. Thematischer Schwerpunkt sind Entwicklungen im Deutschen Bundestag, in den Parlamenten der deutschen Länder sowie internationalen Parlamenten. Die Themen werden dabei aus politikwissenschaftlicher, rechtlicher und soziologischer Sicht untersucht, gelegentlich finden sich dort auch parlamentshistorische Beiträge, die bis in die Zeit des Reichstags der Kaiserzeit und des Reichstags der Weimarer Republik zurückreichen.
Die Gründung der Zeitschrift im Jahr 1969 war „eine explizite Reaktion auf die außerparlamentarische und antiparlamentarische Stoßrichtung […], wie sie von nun an in SoPo und PROKLA vertreten wurde“ – beides Zeitschriften, die ebenfalls aus der von Berliner Politologiestudenten publizierten Zeitschrift Der Politologe hervorgingen.
Herausgegeben wird die ZParl von der Deutschen Vereinigung für Parlamentsfragen e. V. (DVParl); sie erschien von 1969 bis 2003 im Westdeutschen Verlag bzw. von 2004 bis 2006 im VS Verlag für Sozialwissenschaften. Seit 2007 erscheint die ZParl bei der Nomos Verlagsgesellschaft in Baden-Baden. Der internationale Charakter wird unterstrichen darin, dass es laut Redaktions-Impressum Koordinatoren für Österreich, die Niederlande und die Schweiz gibt.
Chefredaktions-Sitz der Redaktion ist derzeit das Institut für Politikwissenschaft der Universität Halle-Wittenberg.